# ジャンバッティスタ・マリーノ
ジャンバッティスタ・マリーノ（Giambattista Marino、1569年10月14日 - 1625年3月26日）は、イタリアの詩人。

## 生涯
1569年にナポリ王国のナポリで誕生する。父は弁護士。父の勧めから法科を修めるが法律家になることを拒絶。 この頃、イタリアの詩人トルクァート・タッソに傾倒する。1602年に詩集『Le Rime』を発表。イタリア北部を中心に転々としたのち1615年にフランス王家から宮廷に招待されフランスに赴く。パリでパトロンになったルイ13世のもとで様々な作品を発表。1623年にギリシア神話をモチーフにした長編詩『アドニス』を刊行した。
優美にしてかつ隠喩を用いたその手法で名をはせ、イタリアバロック期を代表する一人になる。さらに名実ともにマリニスモの祖となり、マリーノ主義詩人をあまた生み出す。フランスからイタリアに帰国してまもなく故郷ナポリで没す。

## 作品
- La  Rime
- La Lira
- Dicerie_sacre Le Dicerie sacre
- La Sampogna
- Adone L'Adone

## 邦訳
- 『アドニス』世界名詩集大成 第14 (南欧・南米篇) 五十嵐仁訳 （平凡社 1960年）